# Gerotor

Gerotor, vstup a výstup nejsou zobrazeny

Gerotor je objemové čerpadlo se dvěma rotory, vnějším a vnitřním. Vnější rotor má o 1 zub víc než vnitřní a rotory nejsou souosé. Název je odvozen od Generated Rotor.

## Popis
Geometrie obou rotorů rozděluje prostor mezi nimi do n dynamicky se měnících komůrek. V průběhu otáčení se objem každé z komůrek mění, zvětšuje a zmenšuje. Zvětšením vzniká podtlak resp. vakuum a v tomto místě je umístěno sání (vstup). Při zmenšování objemu vzniká přetlak, který může být využit k čerpání plynů i tekutin, anebo ke stlačování plynů. V místě, kde je prostor mezi rotory nejmenší, je umístěn výstup (výfuk).
Vnitřní rotor má obvykle zuby ve tvaru trochoidy, zuby vnějšího rotoru jsou tvořeny kruhovými oblouky. Gerotor může fungovat také jako rotační motor. Plyn o vysokém tlaku působí na oba rotory, expanduje a v místě nejnižšího tlaku vystupuje do výfuku. Mezi výhody gerotoru patří vysoká rychlost, tichý chod i schopnost otáčet se obojím směrem.

## Využití
- Olejová čerpadla
- Palivová čerpadla
- Kompresor
- Motory
- Hydromotory
- Posilovač řízení